# 四川紫菀
四川紫菀（学名：Aster sutchuenensis）为菊科紫菀属的植物，是中国的特有植物。分布于中国大陆的四川等地，生长于海拔3,300米至3,500米的地区，多生在山地林下及溪岸，目前已由人工引种栽培。